# Wien-Nizza-Cannes-Express

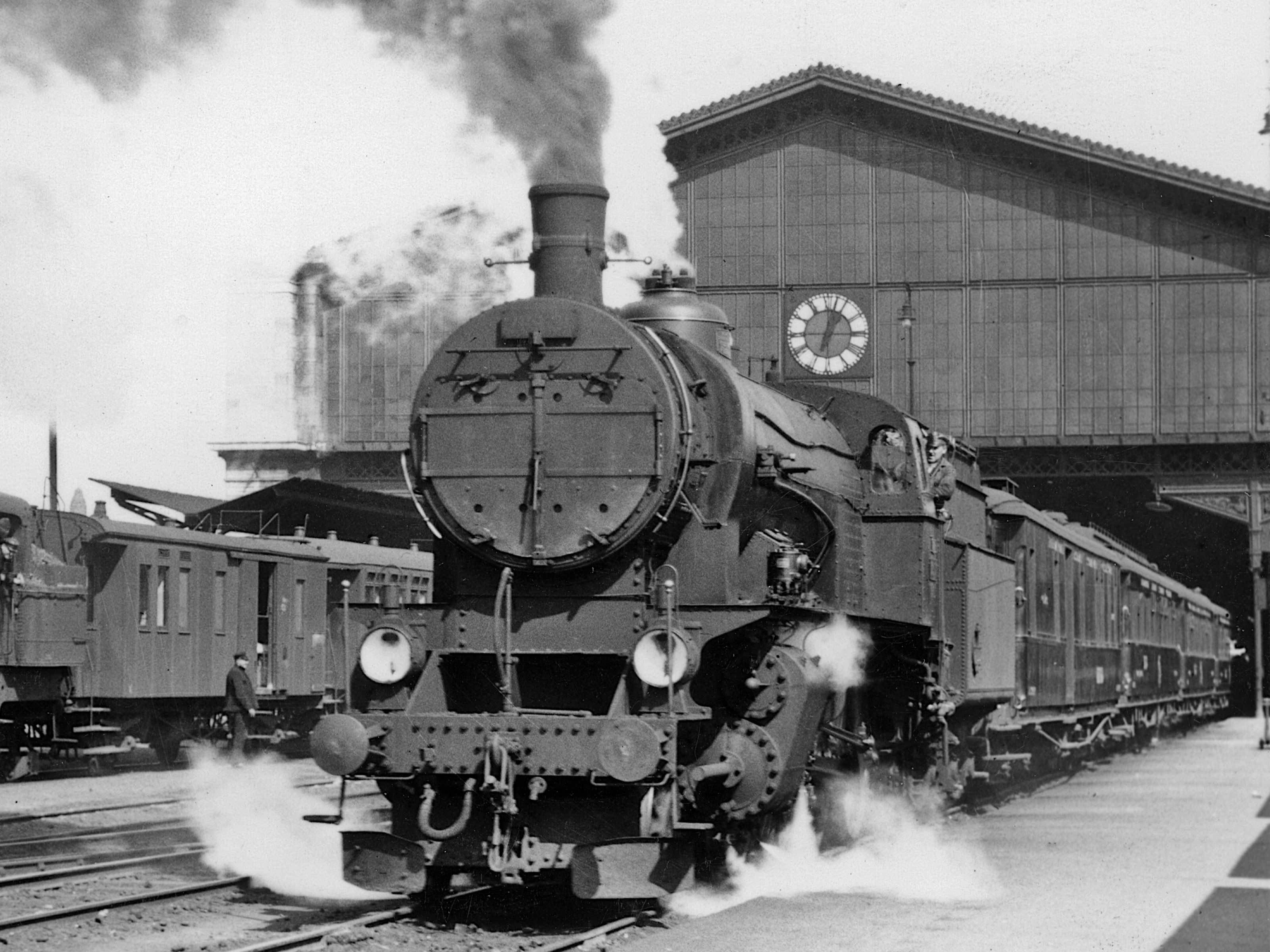
Abfahrt des Wien-San Remo-Nizza-Cannes-Express im Wiener Südbahnhof mit einer Lokomotive der BBÖ-Reihe 209 (April 1928)

Der Wien-Nizza-Cannes-Express, zeitweise auch als Wien-San Remo-Nizza-Cannes-Express oder als St. Petersburg-Wien-Nizza-Cannes-Express bezeichnet, war ein von der Compagnie Internationale des Wagons-Lits (CIWL) betriebener Luxuszug. Er verkehrte, unterbrochen vom Ersten Weltkrieg, von 1896 bis 1939 zwischen Wien und der französisch-italienischen Riviera, zeitweise bereits von Warschau bzw. Sankt Petersburg. Aufgrund seiner Beliebtheit beim Hochadel, sowohl bei russischen Großfürsten als auch habsburgischen Erzherzögen, erhielt er vor 1914 den Beinamen „Train des Grand-Ducs“.

## Von 1896 bis 1914
Als zweiten eigenständigen Luxuszug nach dem 1883 erstmals verkehrenden Orient-Express hatte die CIWL noch im gleichen Jahr den Calais-Nice-Rome Express (bald darauf in Calais-Mediterranée Express umbenannt) von Calais bzw. Paris an die Riviera eingeführt. Die Riviera war damals in der Wintersaison das wichtigste Urlaubsziel der europäischen Oberschicht. Um auch die entsprechende Nachfrage außerhalb Frankreichs und Großbritanniens zu befriedigen, führte die CIWL im Winterfahrplan 1896/97 erstmals den Wien-Nizza-Cannes-Express ein.
Der neue, ausschließlich die erste Klasse führende Luxuszug verkehrte dreimal pro Woche ab Wien Westbahnhof über Strecken der k.k. Staatsbahnen bis zum damaligen österreichisch-italienischen Grenzbahnhof Pontafel und weiter über Venedig, Mailand, Genua und Ventimiglia nach Nizza und Cannes. Die CIWL vermied in Österreich zunächst Strecken der privaten Südbahngesellschaft, womit der Zug zwischen Wien und Pontafel einen deutlichen Umweg über Amstetten und Selzthal zurücklegen musste. Weitere beteiligte Gesellschaften waren die italienischen Bahnen der Rete Adriatica und der Rete Mediterranea sowie die französische PLM. Für die 1.380 km lange Strecke benötigte der Zug etwas unter 30 Stunden. Bei Abfahrt in Wien um 14:35 Uhr wurde Cannes am nächsten Abend um 20:02 Uhr erreicht.
Zur Wintersaison 1898/99 änderte die CIWL gemeinsam mit den beteiligten Bahnverwaltungen den Zuglauf grundlegend. Er erhielt zwischen Wien und Pontafel den deutlich kürzeren Laufweg über die der Südbahngesellschaft gehörende Semmeringbahn und verkehrte während der Saison täglich. Die Südbahn übernahm auch die Funktion als geschäftsführende Verwaltung, die gegenüber der CIWL als gemeinsamer Ansprechpartner aller beteiligten Bahngesellschaften fungierte. Außerdem wurde der Zuglauf nördlich von Wien über die Kaiser Ferdinands-Nordbahn (KFNB) und die Warschau-Wiener Eisenbahn (WWB) nach Warschau verlängert. In Wien bediente er nicht mehr den Westbahnhof, sondern den Südbahnhof. Diese Verlängerung erfolgte zunächst nur einmal pro Woche, ab der Saison 1902/03 zweimal pro Woche. In Warschau, wo damals die europäische Normalspur endete, bestand Anschluss an einen breitspurigen Luxuszug nach St. Petersburg. Die CIWL vermarktete beide Züge unter der gemeinsamen Bezeichnung St. Petersburg-Wien-Nizza-Cannes-Express. Von St. Petersburg bis zur Riviera waren auf der nunmehr 3.118 km langen Strecke drei Nachtfahrten erforderlich.
Mit der Erweiterung ins Russische Kaiserreich wurde der Zug vor allem bei der vermögenden St. Petersburger Gesellschaft beliebt. Der „Train des Grand-Ducs“ stand zwischen 1904 und 1911 auf dem Abschnitt von St. Petersburg bis Wien allerdings auch Fahrgästen der damaligen zweiten Klasse offen und war damit eine Ausnahme unter den Luxuszügen der CIWL vor dem Ersten Weltkrieg. Ab 1903 führte der Zug auf dem tagsüber befahrenen Abschnitt zwischen Mailand und Cannes auch einen Salonwagen, der 1913 allerdings erst ab Genua eingesetzt wurde. Ergänzt wurde der Zug ab 1908 durch einen zweimal wöchentlich verkehrenden und in Wien beigestellten Kurswagen ab Podwoloczyska, damals österreichischer Grenz- und Spurwechselbahnhof auf der Strecke von Lemberg nach Kiew. Für die Wintersaison 1914/15 beschloss die Europäische Fahrplankonferenz die Einführung eines weiteren Schlafwagens von Wien nach Cannes sowie einen Kurswagen von Budapest nach Ventimiglia. Aufgrund des Weltkriegs kamen diese Pläne aber nicht mehr zur Umsetzung.
Die Zugnummern des St. Petersburg-Wien-Nizza-Cannes-Express sind nur noch teilweise bekannt. Sie wechselten je nach befahrener Strecke und die Triebfahrzeuge stellender Bahngesellschaft. So bezeichneten die KFNB und ihrer Nachfolge ab 1907 die k.k. Staatsbahnen den Zuglauf zwischen der russischen Grenze bei Sosnowiec (Bahnhof Granica, heute der Bahnhof Sosnowiec Maczki) und Wien als L 5004/5003, ab 1909 wechselte die Nummer auf L 6008/6007 und ab 1912 auf L 102/101. Südlich von Wien wechselten die Zugnummern bei der Südbahn fast jährlich, ab Leoben verwendeten die k.k. Staatsbahnen zunächst die Nummern L 1007/1008, ab 1912 schließlich L 1105/1106.
Aufsehen erregte der Luxuszug 1909, als er im Winter an der Grenze bei Pontafel eine Woche lang eingeschneit liegen blieb.

## Von 1923 bis 1939
Die politischen und wirtschaftlichen Veränderungen nach dem Ersten Weltkrieg, vor allem die Auflösung der Habsburgermonarchie, führten dazu, dass erst ab 15. Dezember 1923 wieder ein Luxuszug von Wien an die Riviera eingesetzt wurde. Bis dahin hatte die CIWL zwar unter anderem bereits den Orient-Express und den Sud-Express wieder in Fahrt gebracht, erstmals setzte sie aber mit dem nunmehr als „Wien-San Remo-Nizza-Cannes-Express“ bezeichneten Zugpaar wieder einen Luxuszug für Urlaubs- und Vergnügungsreisende ein. Der Zug fuhr dreimal pro Woche vom Wiener Südbahnhof an die Riviera und erwies sich rasch als Erfolg, trotz der schlechten wirtschaftlichen Situation der jungen Republik Österreich. Wie vor dem Krieg blieb er ein ausschließlich im Winter eingesetzter Saisonzug. Ab 1927 fuhr er in der Saison sogar täglich. Ein Jahr später erhielt der Zug einen Kurswagen von Budapest, in Wien wurde daher zur leichteren Umstellung dieses Wagens nach Wien Ostbahnhof gewechselt.
Die Weltwirtschaftskrise beeinträchtigte die Nachfrage nach den ausschließlich für Fahrgäste der ersten Klasse angebotenen Luxuszügen der CIWL erheblich. Ab Dezember 1930 wurde daher der Wien-San Remo-Nizza-Cannes-Express auch für Fahrgäste der zweiten Klasse geöffnet, zudem reduzierte die CIWL die Fahrtfrequenz wieder auf drei Fahrten pro Woche. Zur Erschließung zusätzlicher Kundschaft verlängerte sie den Budapester Kurswagen bis Bukarest. Zwischen Ventimiglia und Cannes wurde der Zug ab Januar 1931 gemeinsam mit den bis Cannes laufenden Wagen des Riviera-Express von Berlin geführt; ab diesem Zeitpunkt erhielt er auch einen in Verona zugestellten Schlafwagen von München nach Cannes.  Ab der Saison 1931/32 erhielt der Zug auch wieder einen Kurswagen ab Warschau, der allerdings ebenso wie der nur bis Mai 1932 verkehrende Bukarester Kurswagen nicht erfolgreich war und nach zwei Jahren wieder eingestellt wurde. Auf dem letzten bzw. ersten Abschnitt der Fahrt entlang der französischen Riviera bestand der Zug damit im Winter 1931/32 aus insgesamt zwölf Wagen: neun Schlafwagen, einem Speisewagen und zwei Gepäckwagen. In der Saison 1932/33 reduzierte die CIWL zudem die Frequenz auf zwei Fahrtenpaare pro Woche, 1934/35 sogar nur auf ein wöchentliches Paar. Erst ab der Wintersaison 1936/37 verkehrte der Zuglauf wieder dreimal pro Woche.  Wie auch der Riviera-Express erhielt der Wien-Nizza-Cannes-Express ab Dezember 1935 einen Schlafwagen nach Rom. Letztmals verkehrte der Zug mit Ende der Wintersaison am 4. Mai 1939.
Die BBÖ führten den Zuglauf unter den Nummern L 205/206, die von der Deutschen Reichsbahn ab 1938 beibehalten wurden. In Italien bezeichneten die FS den Zug mit den Buchstaben VN/NV (nach den Endpunkten Wien (italienisch Vienna) und Nizza). Auf dem französischen Abschnitt führte die PLM den Zug bis 1930 als L 36/35, dann bis 1932 als L 54/55 und zuletzt als L 56/55; die SNCF, in der die PLM ab 1938 aufgegangen war, behielt diese Nummer für die letzte Wintersaison 1938/39 bei.

## Fahrzeuge

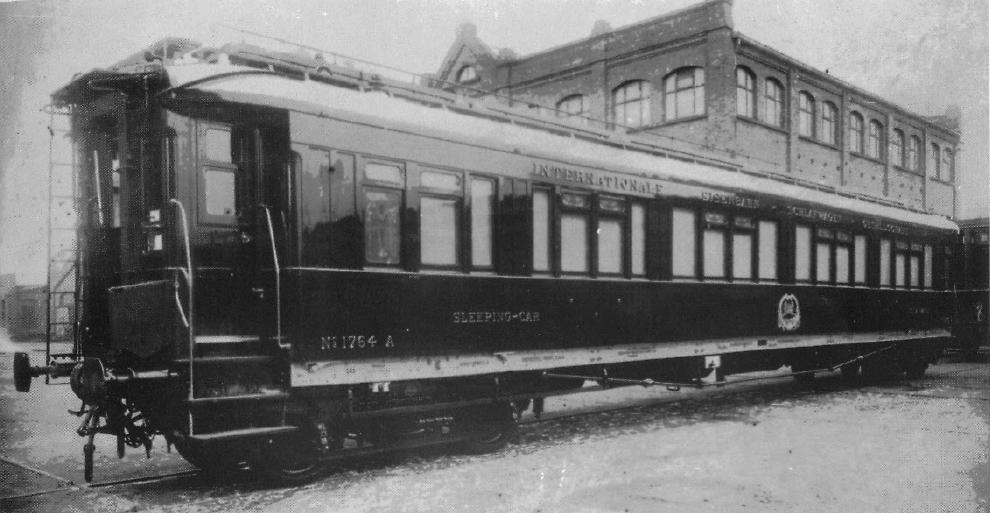
Teakholz-Schlafwagen der CIWL aus dem Jahr 1908

Wie alle damaligen Luxuszüge der CIWL bestand der Wien-Nizza-Cannes-Express ausschließlich aus Schlafwagen, Speisewagen und Gepäckwagen. Bis 1914 waren dies die üblichen CIWL-Teakholzwagen, die Schlafwagen entsprachen dem Typ R ("Règle") der CIWL. Die CIWL hielt in der Zeit vor dem Ersten Weltkrieg für jeden ihrer Luxuszüge einen separaten Wagenpark vor. Für den breitspurigen Teil zwischen St. Petersburg und Warschau bestand dieser 1908 aus je drei Speise- und Gepäckwagen sowie fünf Schlafwagen. Der längere und häufiger bediente normalspurige Abschnitt erforderte sieben Speisewagen, 13 Gepäckwagen und 24 Schlafwagen, mit Ausnahme einiger Gepäckwagen handelte es sich dabei ausschließlich um maximal neun Jahre alte Wagen mit Drehgestellen. Die Gepäckwagen dienten nicht nur dem Gepäcktransport der Fahrgäste und zur Unterbringung des Personals, die CIWL nutzte sie auch, um frische Schnittblumen nach Österreich und Russland zu liefern.

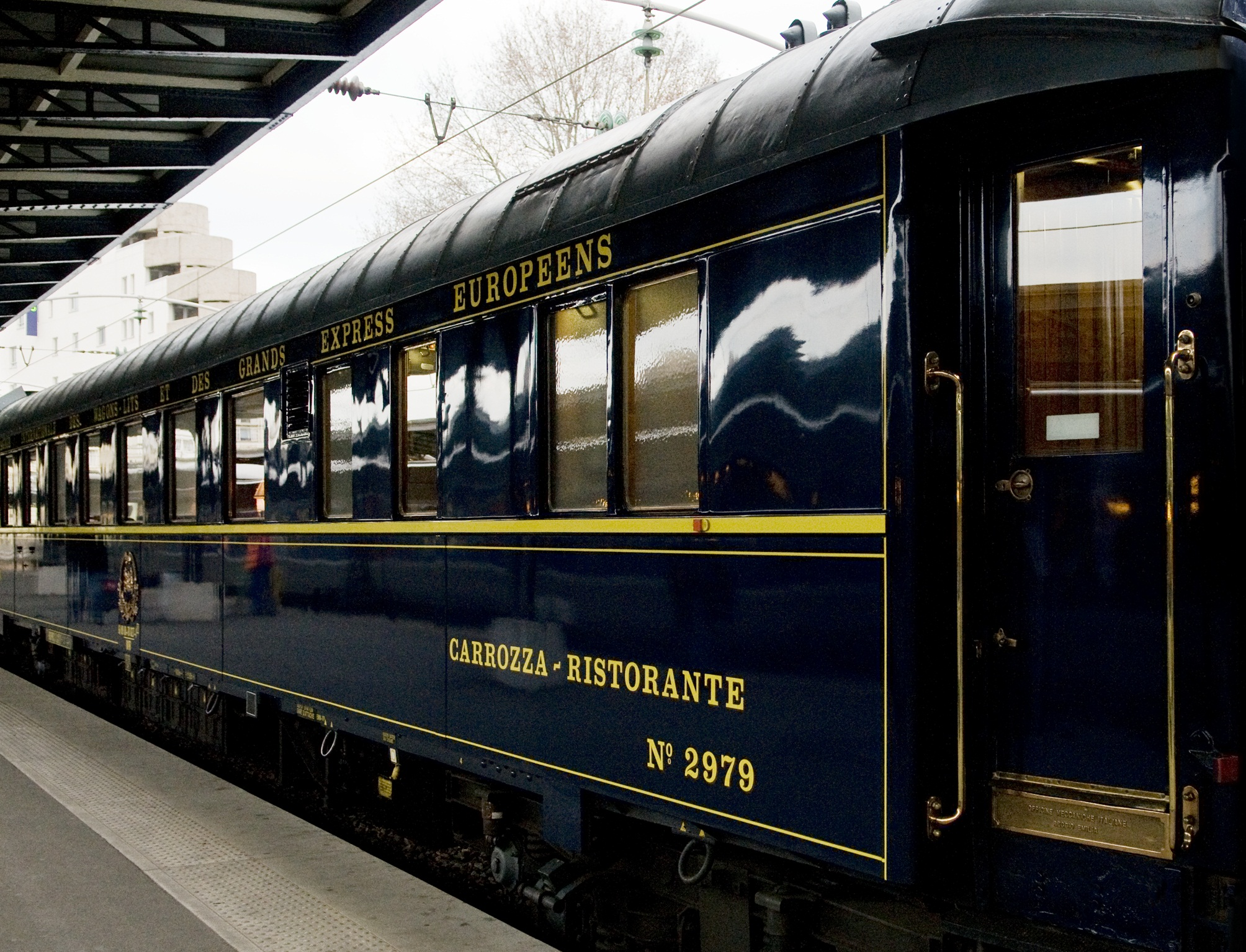
Typischer blauer Vorkriegsspeisewagen der CIWL

Nach dem Krieg setzte die CIWL zunächst wieder ihre Teakholzwagen ein. Mit der raschen Beschaffung neuer Ganzmetallwagen stellte sie auch den Wien-San Remo-Nizza-Cannes-Express bald auf die bereits vom Train Bleu bekannten blauen Ganzstahlwagen um. Noch 1933 war der Münchner Kurswagen allerdings ein alter Holzwagen vom Typ R.